# Mètode d'actualització
En la programació informàtica, un mètode d'actualització és un mètode usat per mantenir l'estat d'una classe.
El mètode d'actualització, de vegades anomenat setter, és usat majoritàriament en programació orientada a objectes, per mantenir el principi d'encapsulació. D'acord amb aquest principi, les variables que conformen una classe són fetes privades per ocultar-les i protegir-les d'altres codis, i només poden ser modificades per un mètode públic (el mètode d'actualització), que pren el nou valor desitjat com un paràmetre, opcionalment el valida i modifica la variable privada.
Sovint un setter ve aparellat amb un getter (també conegut com a "mètode d'accés"), que simplment retorna el valor de la variable per l'estat d'aquell moment.
El mètodes d'actualització poden ser usats en entorns no orientats a objectes. En tal cas, es passa una referència a la variable a modificar, contenint el nou valor. En aquest escenari, la dada no està protegida als canvis que se salten el mètode d'actualització, el rol de la qual es limita a validar l'entrada. És tasca del desenvolupador assegurar que la variable no és modificada directament.

## Exemple
En Ruby, es pot definir un mètode d'accés i un mètode d'obtenció d'una variable de la següent manera:
```
class
 
Exemple

 
# Obtenir la variable local "nom"

 
def
 
nom

 
@nom

 
end

 
# Reescriure la variable local "nom"

 
def
 
nom=
(
valor
)

 
@nom
 
=
 
valor

 
end

end

```

Tot i això, existeixen dreceres per definir aquestes funcions per defecte directament.
- Si es vol una variable que només es pot llegir, s'utilitza attr_reader.
- Si es vol una variable que només es pot reescriure, s'utilitza attr_writer.
- Si es vol una variable que es pot llegir i reescriure, s'utilitza attr_accessor.

Per tant, una manera més curta de definir el codi anterior és:
```
class
 
Exemple

 
attr_accessor
 
:nom

end

```